# Gouvernement provisoire de l'Érythrée
 (août 2017).
Si vous disposez d'ouvrages ou d'articles de référence ou si vous connaissez des sites web de qualité traitant du thème abordé ici, merci de compléter l'article en donnant les références utiles à sa vérifiabilité et en les liant à la section « Notes et références ».
Le gouvernement provisoire de l'Érythrée (Gezyawi Mengesti Hager Ertrea en tigrinya) fut formé en 1991 et organisa, en 1993, le référendum d'auto-détermination pour l'indépendance de l'Érythrée.

## Composition
Le gouvernement est composé de membres du comité central du Front populaire de libération de l'Érythrée :
- secrétaire général du gouvernement provisoire : Isaias Afwerki
- ministre de l'Agriculture : Tesfai Ghirmazion
- ministre de la Défense : Mesfin Hagos
- ministre de l'Éducation : Osman Saleh Mohammed
- ministre de l'Énergie et des Mines : Tesfai Ghebreselassie
- ministre des Finances : Haile Woldensae
- ministre des Ressources maritimes : Saleh Meki
- ministre des Affaires étrangères : Mahmud Ahmed Sherifo
- ministre de la Santé : Haile Mehtsun
- ministre de l'Information : Beraki Ghebreselassie
- ministre de la Justice : Fawzia Hashim
- ministre du Travail et des Affaires sociales : Oqbe Abraha
- ministre du Tourisme : Abraha Asfaha
- ministre du Commerce et de l'Industrie : Worku Tesfamichael
- ministre des Transports et des Communications : Saleh Idriss Kekya